# تسييج
كان التسييج، أو التطويق، أو الاحتجار أو الاحتجاز عملية قانونية تمارس في إنجلترا بهدف دمج (تسييج) حيازات الأراضي الصغيرة لتكون مزارع أكبر، وذلك من القرن الثالث عشر فصاعدا. بمجرد تسييجها، يصبح استخدام الأرض متاحا وحصريا لمالك الأرض وحده، وبذلك تتوقف عن كونها أرضا مشتركة للاستخدام الجمعي. كما يستخدم المصطلح في إنجلترا وويلز للإشارة إلى العملية التي أنهت النظام القديم للزراعة في الحقول المفتوحة. في ظل نظام التسييج، تكون هذه الأرض محاطة بالسياج (مسيجة) ومصادق عليها أو مخولة لمالك واحد أو أكثر. أصبحت عملية التسييج ملمحا شائعا للمشاهد الزراعية الإنجليزية خلال القرن السادس عشر. وبحلول القرن التاسع عشر، اقتصرت المشاعات غير المسيجة على المراعي الوعرة في المناطق الجبلية، وعلى أجزاء صغيرة نسبيا من الأراضي المنخفضة.
يمكن تحقيق التسييج من خلال شراء حقوق الأرض وكافة الحقوق المشتركة، من أجل الوصول إلى حقوق استخدام حصرية، مما يزيد من قيمة الأرض. أما الطريقة الأخرى فتكمن في تمرير قوانين تتسبب في التسييج أو تفرضه، مثال ذلك التسييج البرلماني الذي ينطوي عليه فعل التسييج. وقد كان هذا النوع الأخير من التسييج مصحوبا في بعض الأحيان بالقوة والمقاومة وإراقة الدماء، ولا يزال هذا من أكثر المسائل إثارة للجدل في التاريخ الزراعي والاقتصادي لإنجلترا. يجادل المؤرخون الماركسيون بأن ملاك الأراضي الأغنياء استخدموا سيطرتهم على عمليات الدولة من أجل الاستيلاء على الأراضي العامة لمصلحتهم الخاصة. وقد خلقت عمليات التسييج في العهد الجورجي طبقة عاملة لا تمتلك الأرض، حيث وفرت هذه الطبقة العمل اللازم للصناعات الحديثة قيد التطور في شمال إنجلترا. على سبيل المثال، «كانت السنوات ما بين 1760 و 1820 سنوات تسييج بالجملة، بحيث أن حقوق المشاع قد ضاعت في قرية تلو الأخرى». ويجادل إدوارد بالمر تومبسون بأن «التسييج كان حالة جلية بما فيه الكفاية للسطو الجماعي». 
جادل و. أ. أرمسترونغ، من بين آخرين، بأن ذلك قد يحمل مبالغة في التبسيط، حيث شجع الفلاحون الأوروبيون الميسورون عمليات التسييج وشاركوا فيها بشكل فعال، ساعين بذلك إلى إنهاء الفقر الدائم لزراعة الكفاف. «علينا أن ننتبه ولا ننسب إلى التسييج التطورات التي نتجت عن عمليات التغير التاريخية الأوسع والأكثر تعقيدا». ولاحظ أرمسترونغ وجود عدة تأثيرات للتسييج على أصعدة إعانة الفقراء في الدول الغربية والشرقية، وأشار إلى أن انخفاض الأجور الزراعية في تلك الفترة -وما تبعها من هجرة إلى المناطق الحضرية- كان أكثر ارتباطا بالنمو الإجمالي لسكان الريف من ارتباطه بالتسييج.
يعتبر التسييج أحد أسباب الثورة الزراعية البريطانية، حيث كانت الأرض المسيجة تحت تصرف الفلاح، الذي امتلك حرية تبني ممارسات زراعية أفضل. كان هناك اتفاق شائع في وجهات النظر المعاصرة على أن فرص تحقيق الربح كانت أفضل في حالة الأرض المسيجة. فبعد التسييج، زاد إنتاج المحاصيل وكذلك زادت إنتاجية العمالة بما يكفي لخلق فائض من العمالة، وتعتبر زيادة الإمداد بالعمالة أحد أسباب الثورة الصناعية. جادل كارل ماركس في كتاب رأس المال بأن التسييج لعب دورا تأسيسيا في التحول الثوري من الإقطاع إلى الرأسمالية، يرجع ذلك إلى تحويل الأرض من وسيلة للعيش إلى وسيلة لتحقيق الربح في أسواق السلع (خاصة الصوف في حالة إنجلترا)؛ وخلق الظروف التي فتحت المجال أمام سوق العمل الحديث، من خلال توحيد فئتي أصحاب الحيازات الصغيرة والرعاة وإنتاج كتلة من العمال الزراعيين المأجورين، أي أولئك الذين انخفضت فرص خروجهم من السوق حين جرى تسييج الأراضي المشتركة.

## التاريخ المبكر

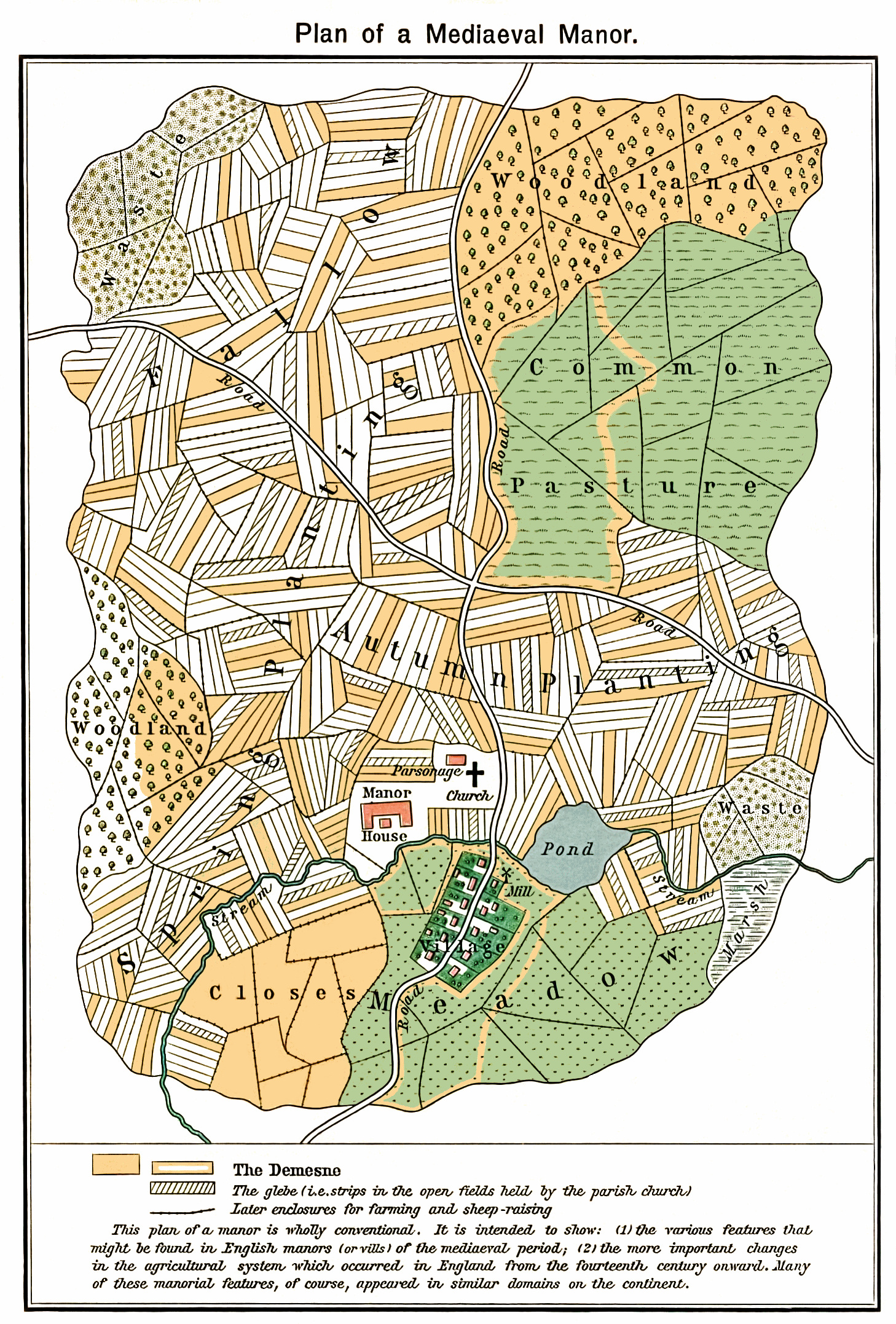
خريطة تخمينية لقصر إنجليزي من العصور الوسطى. يظهر الجزء المخصص "للمراعي المشتركة" في القسم الشمالي الشرقي المظلل باللون الأخضر.

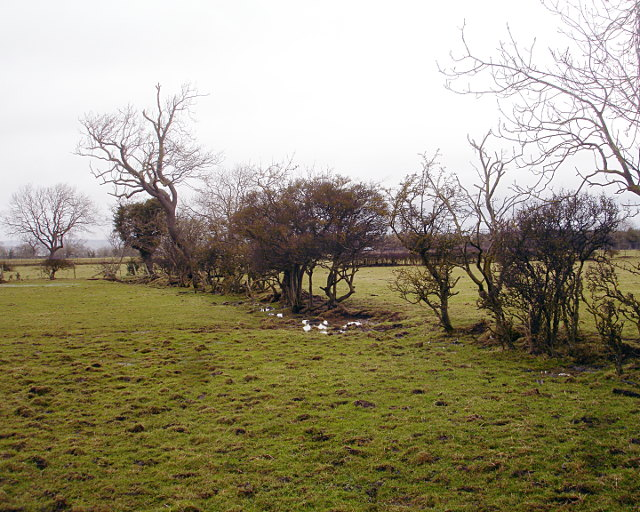
يشير السياج النباتي المتحلل إلى خطوط حدود الحقل المستقيمة التي أنشأها قانون تسييج بولدرون مور البرلماني لعام 1768 في مقاطعة دورهام.

يرجع إقرار تسييج الأراضي المانورالية المشتركة إلى تشريع ميرتون عام 1235 وتشريع وستمنستر عام 1285.
بدأ التسييج شيئا فشيئا خلال العصور الوسطى والحديثة، حيث سُيجت القطاعات المتجاورة من الحقول المشتركة. نفذ الملاك الصغار هذه العملية في بعض الأحيان، ولكن في أحيان أخرى جرت على يد كبار ملاك الأراضي وملاك العقار الريفي. أُقيمت أراض مسيجة كبيرة لإنشاء حدائق الغزلان، وقد تمت بعض هذه الحالات من التسييج -وليس كلها- باتفاق محلي.

## تسييج تيودور
شهدت بريطانيا منذ بدايات القرن الثاني عشر تسييج بعض الحقول المفتوحة لتشكل حقولا مملوكة بشكل فردي. مع ذلك، شهدت فترة تيودور صعودا في عمليات التسييج. وأدت عمليات التسييج هذه إلى تحول كبير على استخدام الأراضي من الزراعة إلى الرعي، خاصة لتربية الأغنام. غالبا ما كان هذا التسييج يتم من جانب واحد؛ مالك الأرض، فغالبا ما ارتبطت التسييجات في فترة تيودور بخسارة الحقوق الجمعية، وربما أدت إلى تدمير قرى كاملة.
شهد الشامبين الإنجليزي - وهو أرض واسعة ومفتوحة- التسييج على شكل مراع للأغنام، وذلك منذ القرن الرابع عشر وحتى القرن التاسع عشر لما كان هناك انخفاض في التعداد السكاني. وساهم الطلب على الصوف الإنجليزي في التشجيع على زيادة الإنتاج، كما اعتُقد في أغلب الأحيان أن صناعة الصوف أكثر ربحية لملاك الأراضي الذين يمتلكون أراض زراعية كبيرة متدهورة. كانت بعض الأراضي المانورالية في حالة سيئة نتيجة نقص المستأجرين، مما نفّر كلا من المستأجرين المحتملين وملاك الأراضي الذين قد يتم تغريمهم ومطالبتهم بإجراء إصلاحات. هنا كانت التسييجات ورعي الأغنام (الذي يتطلب عددا قليلا جدا من العمال) حلا للمشكلة، ولكنها أدت إلى البطالة، وتهجير العمال الريفيين، وانخفاض الإنتاج المحلي للحبوب، مما جعل إنجلترا أكثر عرضة للمجاعة، ورفع أسعار الحبوب المحلية والأجنبية. تسارعت عملية التسييج في بريطانيا العظمى مع ازدياد أرباح تربية الأغنام في القرنين الخامس عشر والسادس عشر. في القرن السادس عشر وبداية القرن السابع عشر، استنكرت الكنيسة والحكومة ممارسة التسييج، خاصة التسييج الذي يخلي الأرض من السكان، ووُضع تشريع ضد التسييج. لكن رأي النخبة بدأ بالتحول نحو دعم التسييج، وزاد معدل التسييج في القرن السابع عشر. وأدى هذا إلى سلسلة من الإجراءات الحكومية لتعريف المناطق ذات الملكية الفردية، والتي مُنحت إطارا مشتركا في قانون التسييج لعام 1801.
يشير السير توماس مور في عمله يوتوبيا لعام 1516 إلى مسؤولية ممارسة التسييج عن بعض المشكلات الاجتماعية التي أثرت على إنجلترا في ذلك الوقت، تحديدا مشكلة السرقة:
«لكنني لا أظن أن هذه الحاجة إلى السرقة تنشأ من هنا فحسب؛ هناك سبب آخر لذلك، أكثر علاقة بإنجلترا.» «ما هو؟» تساءل الكاردينال. قلت: «زيادة المراعي، وهنا يمكن ان نقول أن هذا يجعل اغنامك، التي من المفترض أن تكون لطيفة ومن السهل الحفاظ على تنظيمها، تلتهم الرجال وغير الناس، ليس فقط القرى، ولكن البلدات؛ لأنه أينما كانت أغنام أي أرض تنتج صوفا أكثر نعومة وثراء من المعتاد، صمم النبلاء والطبقة العليا، وحتى هؤلاء الرجال الأتقياء، رؤساء الدير الذين لم يكتفوا بالإيجارات القديمة التي أنتجتها مزارعهم، ولم يفكروا بشكل كاف بأن عيشهم السهل لا يفعل أي خير للعامة، على فعل الأذى بدلا من الخير. إنهم يوقفون مجرى الزراعة، يدمرون البيوت والبلدات- ويبقون فقط على الكنائس- ويسيجون الأراضي التي قد تؤوي أغنامهم.» 
إن خسارة العمالة الزراعية تضر أيضا بالآخرين، كالطحانين الذين يعتمدون في معيشتهم على المنتوج الزراعي. وذكر فينيس موريسون هذه المشكلات في عمله عام 1617 بعنوان خط سير:
«تزخر إنجلترا بالذرة -والقمح والحبوب الأخرى- التي من الممكن أن تنقلها عندما يباع الكوارتر - وهو وحدة وزن يحتوي على ستة بوشلات في بعض المناطق، وعلى ثمانية في مناطق أخرى- مقابل عشرين شلنا، أو أقل من ذلك. ولا تخدم هذه الذرة إنجلترا فقط، ولكن أيضا الجيش الإنجليزي في الحروب الأهلية في إيرلندا، وفي ذلك الوقت قاموا أيضا بتصدير كميات كبيرة منها إلى مناطق أجنبية. وبرحمة الله فإن إنجلترا نادرا ما تحتاج إلى إمداد بالذرة الأجنبية؛ مرة كل عشر سنوات... ومع ذلك، علي ان أعترف بتناقص هذا الكم الهائل من الذرة بشكل يومي، بفعل أن الرجال الملاكين الذين يجدون منفعة في تغذية الأغنام والماشية أكثر من المحراث الذي يتطلب أيدي عمل الكثير من الخدم، لا يمكن بأي قانون منعهم من تحويل حقول الحنطة إلى مراع مسيجة، خاصة وان الرجال العظماء هم أول من خالف هذه القوانين.» 

### تشريع مكافحة التسييج
أصبح تسييج اللوردات المانورالية للأراضي المشتركة -لا سيما لاحتكار تربية الأغنام على المستوى المحلي- وما نجم عن ذلك من إخلاء عامة الناس أو القرويين من منازلهم وسبل عيشهم، مسألة سياسية مهمة لعائلة تيودور. حيث أدى التسييج إلى تمرد من قبل السكان المشردين المزاحين من الطبقات الدنيا المحتملة. وكان مستشارو الملك قلقين للغاية بشأن هكذا نوع من الفقر أو التسول. احتفظ العوام بالبيوت والمزارع غير الرسمية، التي ارتبطت بتيار واسع من الإيرادات الضريبية الغير جماعية. كان العمال ذوي أطراف قوية ومجندين بشكل متكرر لصالح التاج. وقد أدى نقص الدخل في القرن السادس عشر إلى جعل الإنسان فقيرا، أو حتى مشردا في حال خسر بيته أيضا، واعتُبر المشردون (وتم التعامل معهم) على أنهم مجرمون.  وقد رأت السلطات تحول الكثير من الناس إلى ما اعتبرتهم مشردين ولصوص نتيجة للتسييج وتهجير القرى من سكانها.
بدأت إجراءات مكافحة التسييج عام 1489 للوقوف في وجه التسييج. بدأ البرلمان منذ عهد هنري السابع بتمرير قوانين لإيقاف التسييج أو الحد من أضراره أو على الأقل تغريم المسؤولين عنه. وكان هناك أحد عشر قانونا إضافيا شرعها البرلمان وثمان لجان تحقيق في الموضوع على مدار المئة وخمسين عام اللاحقة.
لم يكن التسييج بحد ذاته جريمة في البداية، ولكن حيثما كان مصحوبا بتدمير المنازل، فإن نصف إيرادات الأرض السنوية ستذهب إلى التاج إلى أن يتم بناء المنازل المفقودة (وقد أعطى قانون عام 1489 نصف هذه الإيرادات للمالك الأكبر الذي قد يكون جهة غير التاج، ولكن قانونا عام 1536 سمح للتاج بأخذ هذا النصف من الإيرادات في حال لم يتخذ المالك الأكبر إجراءات للحصول عليه). وفي وقت لاحق عام 1515، تم تجريم تحويل الأرض من أرض صالحة للزراعة إلى مرعى. هنا ستذهب نصف أرباح تحويل الأرض إلى التاج إلى أن تتم استعادة الأرض الصالحة للزراعة. في الواقع، لم يستطع قانون عام 1515 ولا القوانين السابقة الوقوف في وجه التسييج، لذا قام الكاردينال توماس وولسلي عام 1517 بتأسيس لجنة تحقيق هدفت إلى تحديد مواقع الجرائم وضمان حصول التاج على نصيبه من الأرباح الزراعية السنوية؛ أي نصف الأرباح.

### التضخم والتسييج
كان التضخم سببا رئيسا للتسييج  إلى جانب النمو السكاني. وجد هنري الثامن أن الموارد المالية الملكية كانت على حالة جيدة عندما أصبح ملكا، وذلك بفضل والده الملك هنري السابع (حكم 1485- 1509). لكن سرعان ما تغير هذا الحال عندما ضاعف هنري الثامن نفقات الأسرة وبدأ حروبا مكلفة ضد فرنسا واسكتلندا. ومع التراجع السريع لثروته، فرض هنري الثامن سلسلة من الضرائب التي ابتدعها مستشاره توماس وولسلي (في منصبه 1515- 1529). ولكن سرعان ما بدأ الناس بالاستياء من ضرائب وولسلي، لذا كان على الإدارة أن تجد مصدرا جديدا للتمويل: خفض هنري عام 1544 من نسبة الفضة في العملات المعدنية الجديدة بنسبة خمسين بالمئة، وكرر نفس العملية ولكن إلى حد أقل في السنة التالية. وقد أدت هذه المسألة، إضافة إلى إدخال السبائك القادمة من العالم الجديد، إلى زيادة المخزون المالي في إنجلترا، مما أدى إلى التضخم المستمر في الأسعار.

### أعمال شغب ضد التسييج
اختفت مشكلة الأرض المهملة مع تزايد عدد السكان بعد عام 1529 أو نحو ذلك. وكانت هناك رغبة بالمزيد من الأراضي الصالحة للزراعة، إضافة إلى الكثير من العداء تجاه الرعاة المستاجرين وقطعانهم. وقد ارتفعت الإيجارات بشكل كبير من عشرينيات إلى خمسينيات القرن السادس عشر، نتيجة الطلب المستمر على الأرض وندرة الأراضي الصالحة للزراعة. ويبدو أن نقطة الزيادة المفرطة في الأسعار قد حدثت في عشرينيات القرن السادس عشر، حيث تظهر الأدبيات الشعبية كأعمال روبرت كراولي شكوى المستأجرين من نوع إيجار (rack-rent) أو الإيجار عالي التكلفة. وقد كانت هناك جهود شعبية لإزالة التسييجات القديمة، لذا ارتبطت الكثير من التشريعات في ثلاثينات وأربعينات القرن السادس عشر بهذا التحول. كان المستأجرون الغاضبون يدمرون التسييجات بشكل غير قانوني بعد أن نفذ صبرهم وهم ينتظرون استعادة المراعي لحراثتها. ومع بدء تمرد كيت عام 1549، اجتاحت الثورات الزراعية جميع أنحاء البلاد، ثم حدثت ثورات أخرى بشكل دوري على مدار القرن. لقد كانت العقلية الريفية الشعبية تهدف إلى استعادة أمن واستقرار وفاعلية نظام المشاعات القديمة. ويكتب المؤرخون أن الثائرين كانوا يؤكدون على الحقوق التاريخية التقليدية والدستورية التي منحت لليومن الإنجليزي الحر والقوي، على عكس الفرنسيين المستعبدين المخنثين. إن هذا التركيز على الحقوق قد ساهم بشكل محوري في العصر الحديث الذي يتكشف عن عصر التنوير. ويكتب المؤرخ دونالد كوثبرت كولمان عن اختلال المشاعات الإنجليزية بسبب خسارة الحقوق الجمعية في التسييجات التي قد تنطوي على إعطاء الحق في «قطع الشجيرات النامية تحت الشجر الكبير، لنشر الخنازير».

#### ثورة ميدلاند
عام 1607، بدأت أعمال الشغب احتجاجا على تسييج الأراضي المشتركة، وذلك عشية مايو في هازيلبيتش (قرية وأبرشية مدنية في نورثهامبتونشاير)، ثم امتدت إلى وارويكشاير وليسترشاير طوال شهر مايو. وتعرف هذه الاحتجاجات اليوم باسم ثورة ميدلاند، وقد لقيت حينها دعما كبيرا، وقد قادها جون رينولد المعروف باسم «الكابتن باش». أخبر رينولد المتظاهرين بأن لديه سلطة من ملك ورب السماء لتدمير التسييجات، ووعدهم بأن يحميهم باستخدام محتويات موجودة في حقيبته التي يحملها بجانبه، حيث أخبرهم أن الحقيبة ستحميهم من كل أذى (بعد أن تم أسره، فتحت حقيبته: كل ما كان بداخلها كانت قطعة من الجبن الأخضر). وقد شوهد آلاف الأشخاص في هيلمورتون ووارويكشاير وكوتيسباخ وليسترشاير. وتم فرض حظر تجول على مدينة ليستر بسبب التخوف من تدفق مواطنيها إلى خارج المدينة للانضمام إلى أعمال الشغب، كما نصبت مشنقة في ليستر كتحذير، لكن المواطنين دمروها.

#### تمرد نيوتن: 8 يونيو 1607
كان تمرد نيوتن من بين المرات الأخيرة التي شهدت فيها إنجلترا صراعا مسلحا مفتوحا بين عامة الناس الغير عاملين في التعدين والنبلاء. ووصلت الأمور إلى ذروتها في أوائل يونيو. تجمع أكثر من ألف شخص في تمرد نيوتن بالقرب من كيترينج، وسجلت مشاركة النساء والأطفال في هذا الاحتجاج. قام المتظاهرون بهدم السياج النباتي - الذي يعرّف التسييجات- وملؤا الخنادق للاحتجاج على على تسييجات توماس تريشام. وقد أصدر جيمس الأول بيانا وأمر نائبه في نورثهامبتونشاير بقمع أعمال الشغب.

#### التمرد الغربي (1630-1632) وتسييج الغابات
على الرغم من أن الغابات الملكية لم تكن مشاعا من ناحية تقنية، إلا أنها كانت تستخدم على هذا النحو منذ القرن السادس عشر على الأقل. وبحلول القرن السابع عشر، عندما تفحص ملوك ستيوارت عقاراتهم للعثور على عائدات جديدة، أصبح من الضروري تقديم تعويضات لبعض مستخدمي هذه الأراضي كمشاعات حين تم تقسيم هذه الغابات وتسييجها. وقد حدثت أغلب حالات تحويل الوضع القانوني للغابات لتصبح أرضا عادية بين عامي 1629 و 1640، وذلك خلال حكم ملك إنجلترا تشارلز الأول. وقد كان معظم المستفيدين من هذه التحولات من الحاشية الملكية، الذين دفعوا مبالغ كبيرة لتسييج الغابات وتأجيرها من الباطن. أما الذين جرّدوا من المشاع، وخاصة سكان الأكواخ الجدد وأولئك الذين كانوا خارج الأراضي المستأجرة المنتمية إلى العزبات، فقد منحوا تعويضات قليلة أو معدومة. وقد قامت هذه الفئة بأعمال شغب ردا على ذلك.

## التسييج البرلماني والحقول المفتوحة

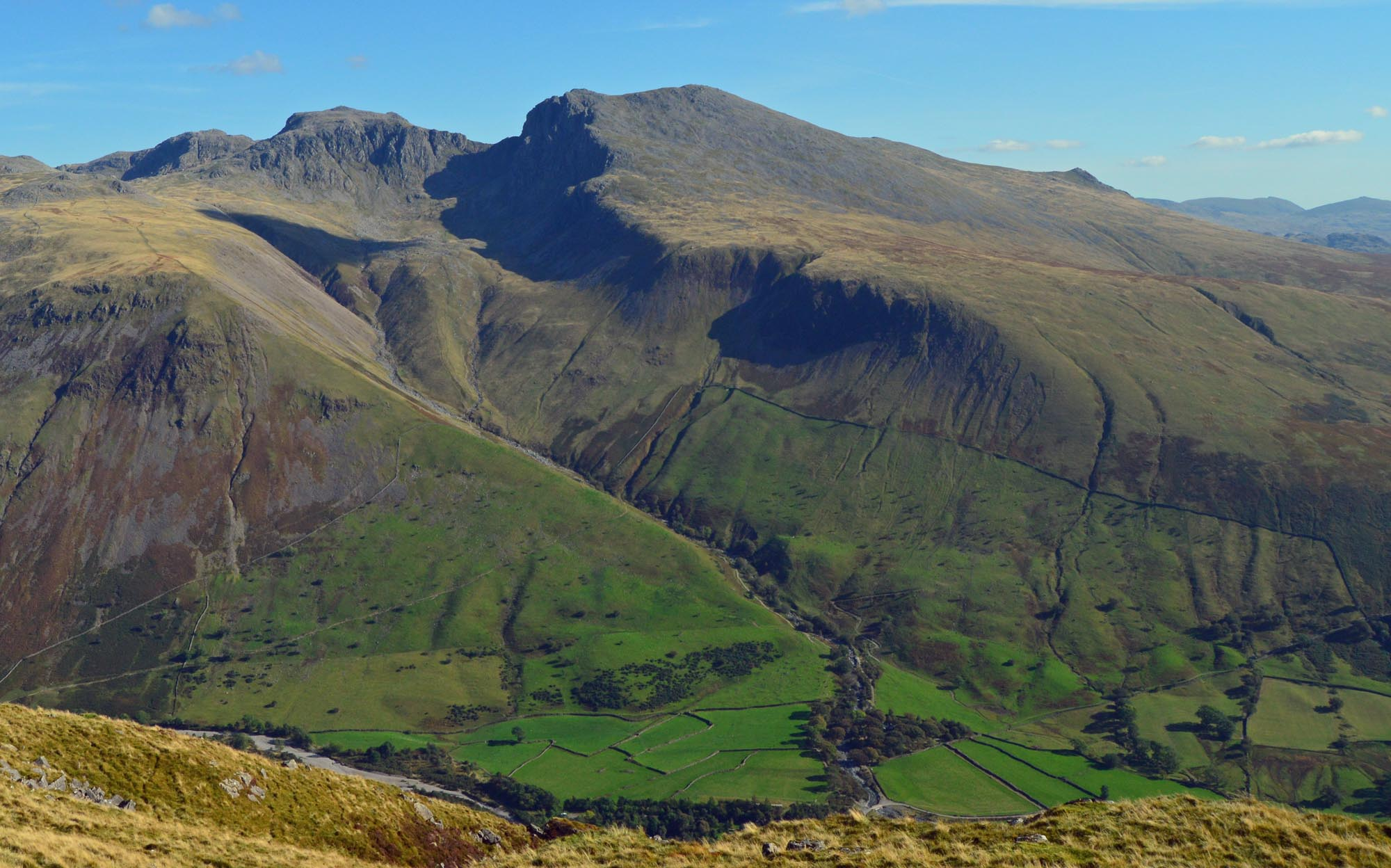
منظر لكتلة سكافيل من يوبارو، واسديل، كمبريا. في الوادي توجد تسييجات أقدم، وفي المنطقة الأعلى على جانب الإنحدار توجد التسييجات البرلمانية التي تتبع خطوطا مستقيمة بغض النظر عن التضاريس.

كان التسييج في القرنين الثامن عشر والتاسع عشر تتم عن طريق قوانين محلية صادرة عن البرلمان، تعرف باسم قوانين التسييج. جمعت هذه التسييجات البرلمانية قطاعات الأراضي في الحقول المفتوحة لتشكل وحدات أكثر تماسكا، وسيجت الكثير من المراعي المشتركة المتبقية. عادة ما عوضت التسييجات البرلمانية عامة الناس ببعض الأراضي كتعويض على فقدان الحقوق المشتركة، لكن هذه التعويضات قد كانت أقل نوعية وأصغر بكثير في العادة. لقد تألفت هذه التسييجات من تبادل في الأرض وإلغاء الحقوق المشتركة، وقد سمح ذلك للمزارعين بوحيد وتسييج قطع من الأرض بعد أن كانت على شكل قطاعات صغيرة منتشرة ومنفصلة.
استخدمت التسييجات البرلمانية أيضا لتقسيم وخصخصة الأراضي المشتركة المعروفة على أنها «نفايات» (بالأساس تعني الأمكان الغير مأهولة)، مثل الأهوار والبراح والأراضي الطباشيرية والمستنقعات. وقد تكرر حدوث التسييج الطوعي في ذلك الوقت أيضا.

## التسييج الاستعماري في الأمريكتين
قام الاستعمار الأوروبي بعمل تغييرات على أنماط حيازة الأرض في المستعمرات الجديدة في الأمريكتين ولاحقا في القارات الأخرى، حيث عمل المستعمرون على توظيف كل من المشاع والملكية الخاصة في سبيل الاستيلاء على أرض الشعوب الأصلانية وإزاحة هذه الشعوب. وقد وظف الاستعمار الأوروبي - من بين عدة أمور- جدالات جون لوك حول الملكية لتبريرسرقة أراضي السكان الأصلانيين، واستغلال مواردهم، وإقصائهم عن الأرض التي يمتلكونها.
يرى جون لوك أن الأرض هبة لكل البشر. في الحالة الطبيعية، يملك الإنسان نفسه وبالتالي يملك عمله، وبإضفاء عمله على الطبيعة يستطيع أن يتملك الجزء من الطبيعة الذي اختلط به عمله. فمثلا، إذا قام شخص بجمع الثمار فإن هذه الثمار تصبح ملكا له لأنه بذل جهدا لإخراجها من الطبيعة. وبالمثل، فإن إضفاء عمل الإنسان على الأرض - بحراثتها وزراعتها مثلا – يجعل من هذه الأرض ملكا له، وذلك دون الحاجة إلى وجود تعاقد صريح بين البشر على هذا التملك. أما في الحالة المدنية، فلا بد من وجود تشريعات متفق عليها لتعيين الملكيات الخاصة.
اعتبر الاستعمار الأوروبي أن أرض السكان الأصليين ما زالت في حالة الطبيعة، وأنها هبة لبني البشر جميعا. من الواضح أن المستعمر الأوروبي تجاهل وجود أنماط محلية وظفتها الشعوب الأصلانية لتنظيم حيازة الأراضي واستخدامها، كنمطي المشاع الداخلي والمشاع الخارجي لكل قبيلة، ونمط الملكية الخاصة للأفراد أو الرؤساء المحليين أو المعابد أو غيرهم في بعض المناطق. من ناحية أخرى، اعتبر المستعمر الأوروبي أن مشاع السكان الأصلانيين غير شرعي، وأن الأرض المستعمرة لا تنتمي لأحد سوى الطبيعة، وبالتالي يستطيع الأوروبي خلق ملكية خاصة على هذه الأرض بدون إذن من أحد، استنادا إلى نظرية لوك.
خلافا لأوروبا، لم يكن السكان الأصلانيون في الأمريكتين بحاجة إلى استخدام السياج أو ما شابهه، نظرا للفصل المكاني بين مناطق الزراعة ومناطق تربية الحيوانات. ومع دخول الاستعمار الأوروبي -الإنجليزي والفرنسي والإسباني- للأمريكتين، نقل المستعمرون منظومة التسييج واعادوا إنتاجها لتشكل وسيلة للاستحواذ على أرض الأصلانيين. وهنا لا بد من الإشارة إلى أن مكنزمات التسييج الأوروبي في المستعمرات اختلف باختلاف أصل المستعمرين، واختلاف الزمان والمكان الذي تم به التسييج. لكن المحصلة النهائية كانت واحدة: نزع ملكية السكان الأصلانيين وإزاحتهم عن أرضهم، ونقل هذه الأراضي إلى ملكية المستعمرين بطريقة غير شرعية، وبمقاومة السكان الأصلانيين في كثير من الأحيان. 

## حركات عالمية معاصرة ضد التسييج
- حركة سكان مجوندولو في جنوب أفريقيا

- لجنة بهومي أوتشيد براتيرود في الهند

- جيش زاباتيستا للتحرير الوطني في المكسيك

- فانمي لافالاس في هايتي

- مؤسسة البرمجيات الحرة

- حركة العمال المشردين في البرازيل

- حركة شعوب بدون أرض في جنوب إفريقيا

- حركة العمال عديمي الأراضي في البرازيل

- نارمادا باشاو أندولان في الهند

- حملة ويسترن كيب ضد الإخلاء في جنوب إفريقيا

## قراءات إضافية
- Beckett، J. V. (1991). "The Disappearance of the Cottager and the Squatter from the English Countryside: The Hammonds Revisited.". في Holderness، B. A.؛ Turner، Michael (المحررون). Land, Labour and Agriculture, 1700 1920. London: Hambledon Press  [لغات أخرى]‏.{{استشهاد بكتاب}}:  صيانة الاستشهاد: علامات ترقيم زائدة (link)
- Chambers, Jonathan D. "Enclosure and labour supply in the industrial revolution." Economic History Review 5.3 (1953): 319-343. in JSTOR
- Dahlman، Carl J (1980). The Open Field System and Beyond: A Property Rights Analysis of an Economic Institution. مطبعة جامعة كامبريدج.
- Everitt، Alan (2000). "Common Land". في Thirsk، Joan (المحرر). The English Rural Landscape. دار نشر جامعة أكسفورد.
- Gonner، E. C. K (1912). Common Land and Inclosure. London: Macmillan & Co.
- Humphries، J. (1990). "Enclosures, commons rights, and women". مجلة التاريخ الاقتصادي. ج. 50 ع. 1: 17–42. DOI:10.1017/s0022050700035701.
- McCloskey, Donald N. "The enclosure of open fields: Preface to a study of its impact on the efficiency of English agriculture in the eighteenth century." Journal of Economic History 32.1 (1972): 15-35 online.
- Thirsk، Joan (29 ديسمبر 1964). "The Common Fields". Past and Present. ص. 3 25.